# Overbooking
Overbooking, nadsprzedaż – sytuacja, planowana bądź przypadkowa, w której to przedsiębiorstwo sprzedające usługi turystyczne, np. hotel sprzedaje, świadomie bądź nieświadomie, więcej noclegów niż jest dostępnych pokojów. Overbooking stosuje się przeważnie w okresach dużego obłożenia hotelu w celu jak najlepszego wykorzystania miejsc, zmaksymalizowanie przychodu i ograniczenia strat, które powstają wskutek niezrealizowania niektórych rezerwacji.
Overbooking dotyczy też przyjmowania większej ilości rezerwacji na lot niż miejsc w samolocie.
Rynek usług turystycznych jest niezwykle dynamiczny i charakteryzuje się dużym odsetkiem anulowanych rezerwacji. Często zarezerwowane noclegi nie skutkują jednak faktycznym pobytem gościa w obiekcie i tym samym stanowią potencjalną stratę dla hotelu. Kierownictwo hotelu dąży do sytuacji, w której obłożenie jest pełne. Zatem będzie starało się utrzymać 100% obłożenia wliczając w swej kalkulacji rezerwacje, które potencjalnie nie dojdą do skutku. Tym samym, chcąc uchronić się przed przewidywalnymi stratami często stosowana jest strategia nadsprzedaży aby wypełnić potencjalnie anulowane rezerwacje nowymi. Powszechną praktyką w sieciach hotelowych jest przyjmowanie 110% rezerwacji na daną dobę.
Planując zatem zmaksymalizowanie zysku, w świetle potencjalnych overbookingów, zarządzający hotelem musi brać pod uwagę takie czynniki jak:
- ilość anulowanych rezerwacji (szczególnie last minute cancellation)
- niepojawienia się gości (no-show)
- przedłużenia pobytu gości
- skrócenia pobytu gości

Mając powyższe dane, można sprawdzać na bieżąco, ile rezerwacji będzie potencjalnie overbookingami, oraz wykreślić trendy i średnie z danych historycznych. Z empirycznego punktu widzenia, bazując na trendach i średnich, hotelarze nie są zawsze w stanie jednoznacznie obliczyć czy dojdzie do nadsprzedaży czy podsprzedaży. W związku z tym muszą ułożyć plan awaryjny na wypadek, gdy pokoi będzie mniej niż gości, np. proponując im pobyt w innym hotelu. Dlatego też profesjonalnie przygotowane hotele posiadają procedury, które pozwalają na zminimalizowanie strat w postaci uszczerbku na reputacji, czarnego PR’u i słabszych finansów.
Sytuacja nadsprzedaży czyli overbookingu wygląda nieco inaczej w przypadku hoteli niezrzeszonych i nienależących do dużych sieci hotelowych. Mowa tutaj także o obiektach pojedynczych (apartamenty, kwatery prywatne itd.), pensjonatach, schroniskach, małych hostelach, niewielkich hotelach itd. Obiekty te przeważnie nie posiadają  odpowiedniej strategii zarządzania sytuacją nadsprzedaży, czy to planowanej czy przypadkowej. Zazwyczaj uzależnione są od internetowych biur podróży (Online Travel Agency, OTA), a te z kolei w trosce o dobro klienta nie tolerują sprzedaży więcej niż 100% faktycznego obłożenia na daną dobę. OTA posiada z reguły swój system i procedury zarządzania problemem, jakim jest nadsprzedaż w hotelu.

## Linie lotnicze

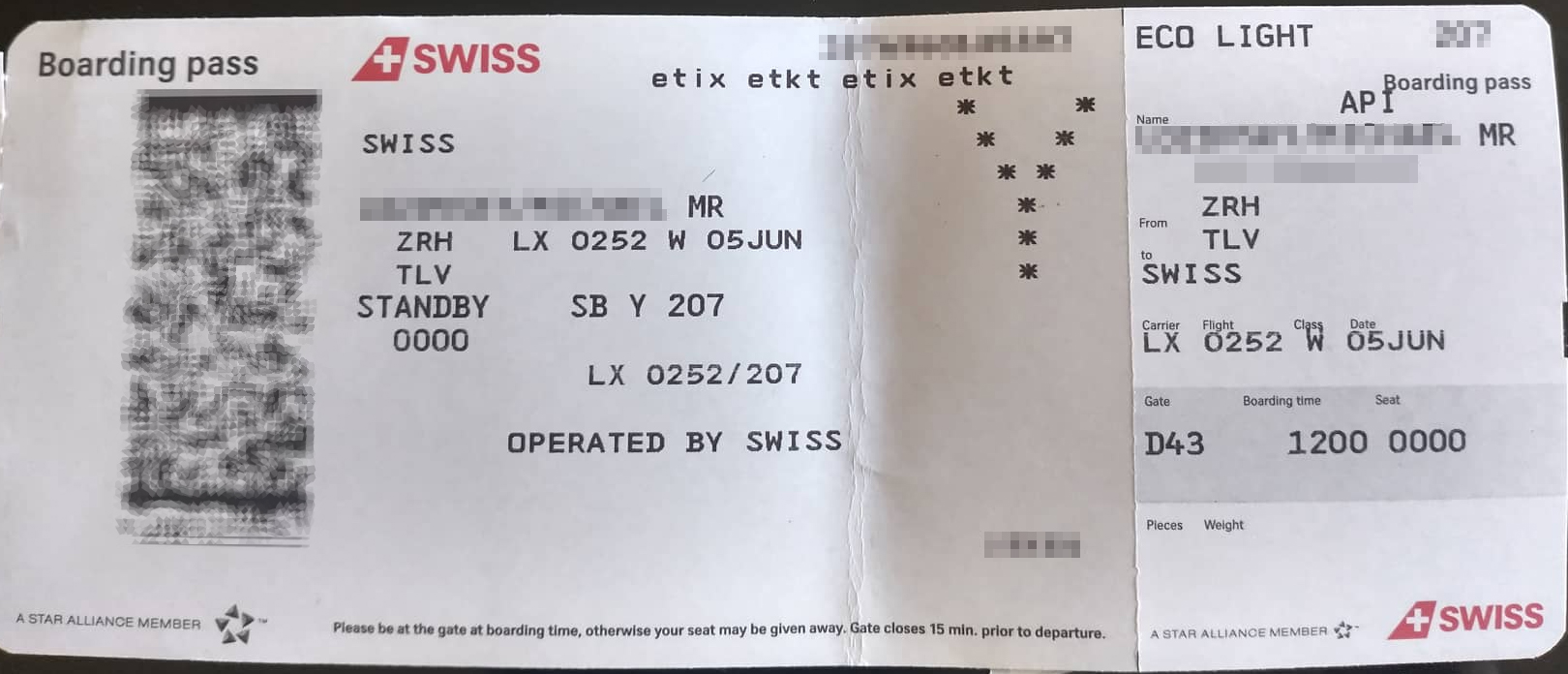
Karta pokładowa na przepełniony lot linii Swiss International Air Lines, bez przydzielonego miejsca.

W przypadku nadsprzedaży biletów na dany lot, linia lotnicza nie zezwala niektórym pasażerom na wejście na pokład, nawet jeśli zakupili oni bilet. Nazywa się to „bumpingiem”. Linie lotnicze mogą poprosić ochotników o ustąpienie miejsca lub odmówić wejścia na pokład niektórym pasażerom w zamian za rekompensatę, która może obejmować gotówkę, voucher i/lub podwyższenie klasy podróży na późniejszy lot.
W Unii Europejskiej, zgodnie z Rozporządzeniem (WE) nr 261/2004, w przypadku odmowy przyjęcia na pokład z powodu overbookingu, pasażerowi przysługuje prawo do rekompensaty finansowej. Wysokość odszkodowania uzależniona jest od długości planowanego lotu i wynosi odpowiednio:
- 250 euro – dla lotów o długości do 1500 km,
- 400 euro – dla lotów wewnątrzwspólnotowych powyżej 1500 km oraz dla innych lotów od 1500 km do 3500 km,
- 600 euro – dla lotów dłuższych niż 3500 km.

W USA, zgodnie z 14 CFR Part 250, rekompensata zależy od wartości biletu i opóźnienia nowego lotu.
Warto jednak podkreślić, że prawo do odszkodowania nie przysługuje, jeżeli pasażer dobrowolnie zrezygnuje ze swojego miejsca w samolocie w zamian za oferowane przez linię lotniczą świadczenia, takie jak voucher, miejsce w późniejszym locie lub miejsce w wyższej klasie. Taka dobrowolna rezygnacja skutkuje utratą prawa do dalszych roszczeń odszkodowawczych zgodnie z przepisami rozporządzenia WE 261.